# Jesse McCartney
Jesse Arthur McCartney (New York, 9 april 1987) is een Amerikaanse acteur en zanger.

## Biografie
Vanaf 1998 tot 2001 speelde McCartney de rol van Adam Chandler jr. in de soap All My Children.
Vanaf 1999 was McCartney een van de vijf zangers van de band Dream Street. Dit project is groot geworden in Amerika maar is in Europa nooit doorgebroken. Buiten de eigen losse concerten stond de groep vaak in voorprogramma's voor artiesten als Aaron Carter en Britney Spears. In 2002 is de groep officieel opgeheven en zijn de leden solo verdergegaan. McCartney zat ook in een groep genaamd Sugar Beats, waarmee hij een Grammy Award heeft gewonnen.
In de lente van 2004 verwierf hij bekendheid in de Verenigde Staten met zijn single Beautiful Soul. In Nederland kwam het nummer in week 20 van 2005 op plaats 37 binnen in de Nederlandse Top 40, en zou doorstoten tot nummer 33. Deze single verscheen ook op het gelijknamige album, dat in Nederland niet verder zou komen dan de 87e positie in de Album-top 100. Op 19 september 2006 kwam zijn nieuwe cd Right where you want me uit in de VS. Op 31 mei 2008 is zijn derde album Departure verschenen, dat gebaseerd is op zijn persoonlijke relaties met vrouwen. In Nederland zouden deze beide albums het grote publiek niet bereiken.

## Videografie
McCartney speelde in de serie Summerland, als de surfer Bradin Westerly. De serie is gemaakt in de jaren 2004 en 2005. Ook speelde hij een aantal gastrollen als zichzelf in kinderseries, zoals The Suite Life of Zack and Cody en Hannah Montana.
Samen met Elisabeth Harnois vertolkte McCartney de hoofdrol in de door Todd Kessler geregisseerde indie-film "Keith", die werd opgenomen in 2006. De film is gebaseerd op een kort verhaal van auteur Ron Carlson, uit diens verhalenbundel The Hotel Eden. "Keith" ging op 13 september 2008 in première in Las Vegas.
In (2008) was hij te horen in de animatiefilm Horton Hears a Who! en de direct-to-video-animatiefilm Tinker Bell. Hij is ook te horen in Alvin and the Chipmunks als Theodore.
Jesse McCartney heeft samen met de frontman van One Republic de hit 'Bleeding Love' geschreven. 'Bleeding Love' is gezongen door Leona Lewis. Hij heeft ook zijn eigen versie van 'Bleeding Love' gezongen. Ook bestaat het lied in duet met Leona Lewis en Jesse McCartney.
Jesse McCartney speelt ook in de door Brad Parker geregisseerde Amerikaanse horrorfilm Chernobyl Diaries. Voorheen was de titel van het project The Diary of Lawson Oxford. De film werd in Amerika door Warner Bros uitgebracht op Memorial Day 2012, in Nederland werd de film op 14 juni 2012 uitgebracht.

## Discografie

### Albums
| Album met eventuele hitnotering(en) in de Nederlandse Album Top 100 | Datum van verschijnen | Datum van binnenkomst | Hoogste positie | Aantal weken | Opmerkingen |
| ------------------------------------------------------------------- | --------------------- | --------------------- | --------------- | ------------ | ----------- |
| Beautiful soul                                                      | 2004                  | 21-05-2005            | 87              | 3            |             |
| Live: The beautiful soul tour                                       | 2005                  | -                     |                 |              |             |
| Right where you want me                                             | 2006                  | -                     |                 |              |             |
| Departure                                                           | 2008                  | -                     |                 |              |             |
| Departure recharged                                                 | 2009                  | -                     |                 |              |             |

### Singles
| Single met eventuele hitnotering(en) in de Nederlandse Top 40 | Datum van verschijnen | Datum van binnenkomst | Hoogste positie | Aantal weken | Opmerkingen |
| ------------------------------------------------------------- | --------------------- | --------------------- | --------------- | ------------ | ----------- |
| Beautiful soul                                                | 22-04-2005            | 21-05-2005            | 33              | 4            |             |
| She's no you                                                  | 2005                  | -                     |                 |              |             |
| Get your shine on                                             | 2005                  | -                     |                 |              |             |
| Because you live                                              | 2005                  | -                     |                 |              |             |
| Right where you want me                                       | 09-2006               | -                     |                 |              |             |
| Just so you know                                              | 01-2007               | -                     |                 |              |             |
| Leavin                                                        | 05-2008               | 10-05-2008            | tip18           | -            |             |
| It's over                                                     | 11-2008               | -                     |                 |              |             |

| Single met hitnotering(en) in de Vlaamse Ultratop 50 | Datum van verschijnen | Datum van binnenkomst | Hoogste positie | Aantal weken | Opmerkingen |
| ---------------------------------------------------- | --------------------- | --------------------- | --------------- | ------------ | ----------- |
| Beautiful soul                                       | 2005                  | 07-05-2005            | 21              | 16           |             |